# Nao Tōyama
Nao Tōyama (東山 奈央?, Tōyama Nao; Tokyo, 11 marzo 1992) è una cantante e doppiatrice giapponese.
Ha prestato la voce in molti anime e videogiochi, di cui ha cantato anche le sigle sotto il nome fittizio Kanon Nakagawa. Successivamente ha anche intrapreso una carriera musicale come cantante.

## Biografia
Nao Toyama è nata l'11 marzo 1992 a Tokyo. Fin dall'infanzia ha avuto un grande interessata per gli anime, in particolare per le serie Magica Doremì e Sailor Moon. Tuttavia è stata la serie anime Fullmetal Alchemist la prima a ispirarla a diventare una doppiatrice. All'epoca, rimase colpita dal doppiaggio del protagonista della serie Edward Elric da parte di Romi Park.
Durante il periodo delle scuole medie e superiori, ha fatto parte di club scolastico di Coro poiché soffriva di Amusia. Sempre durante tale periodo ha deciso di intraprendere la carriera di doppiatrice, motivata anche dal confronto con altri compagni di scuola che avevano interessi simili. I suoi genitori approvarono la decisione, a condizione di superare con buoni voti gli esami scolastici. Mentre era al liceo, si è iscritta al Japan Narration Acting Institute e dopo aver completato la sua formazione, è diventata una doppiatrice affiliata alla nota agenzia di doppiaggio Arts Vision. Si è laureata nel 2014.
Grazie al suo attivismo nella beneficenza, nel 2019 il suo Fan club Niji no Wakka ha ricevuto la "medaglia d'oro al merito" della Croce Rossa giapponese.

### Carriera da doppiatrice
Ha debuttato come doppiatrice nel 2010 nell'anime Hiyokoi. Nello stesso anno ha interpretato il suo primo ruolo da protagonista nella serie anime The World God Only Knows. L'anno successivo partecipa al doppiaggio di Storia di un viaggio a Parigi e Kyōkaisen-jō no Horizon.
Tra il 2012 e il 2014 ha interpretato numerosi personaggi in varie serie come Symphogear, OreGairu, Love Live!, Trinity Seven - L'accademia delle sette streghe.
Nel 2015 ha fatto parte del cast de L'epopea del cavaliere ripetente, Long Riders!, Macross Delta e Sound! Euphonium. Nel 2017 ha doppiato Laid-Back Camp, Seishun buta yarō conosciuto anche come Bunny girl senpai.
Il 9 marzo 2019 ha vinto il premio come "migliore attrice non protagonista" ai Seiyu Awards.

### Carriera musicale
Nel 2010 ha pubblicato numerosi singoli e si è esibita in vari eventi per l'anime The World God Only Knows, con lo pseudonimo di Kanon Nakagawa. Nel 2014 è entrata a far parte del gruppo musicale Rhodanthe, che canta le sigle della serie anime Kinmoza!. Nel 2016, ha partecipato alla colonna sonora della serie Macross Delta in cui era già presente come doppiatrice.
Il 1º febbraio 2017 ha debuttato musicalmente come solista con il suo primo singolo True Destiny / Chain the world. La canzone True Destiny è stata usata come sigla finale della serie televisiva anime Chain Chronicle ~Haecceitas no Hikari~ , mentre Chain the world è stato usato come sigla di apertura della sua versione cinematografica.
Il suo secondo singolo Ima Koko / Tsuki ga Kirei è stato pubblicato il 24 maggio 2017. La canzone Ima Koko è stata usata come sigla di apertura della serie anime Tsukigakirei, mentre la canzone Tsuki ga Kirei è stata usata per la sigla di chiusura.
Il 25 ottobre 2017 ha pubblicato il suo primo album Rainbow. Nel febbraio 2018 ha tenuto un concerto da solista al Nippon Budokan. A partire da questo evento è stato fondato il suo fanclub ufficiale Niji no Wakka. Ha pubblicato il suo terzo singolo Tomoshibi no Manima ni il 30 maggio 2018.
Ha pubblicato il suo secondo album Gunjō Infinity (群青インフィニティ?) il 3 aprile 2019 e il suo quarto singolo Aruiteikō! (歩いていこう！?) il 5 febbraio 2020, che è usato come sigla di apertura della serie anime Asteroid in Love.

## Discografia

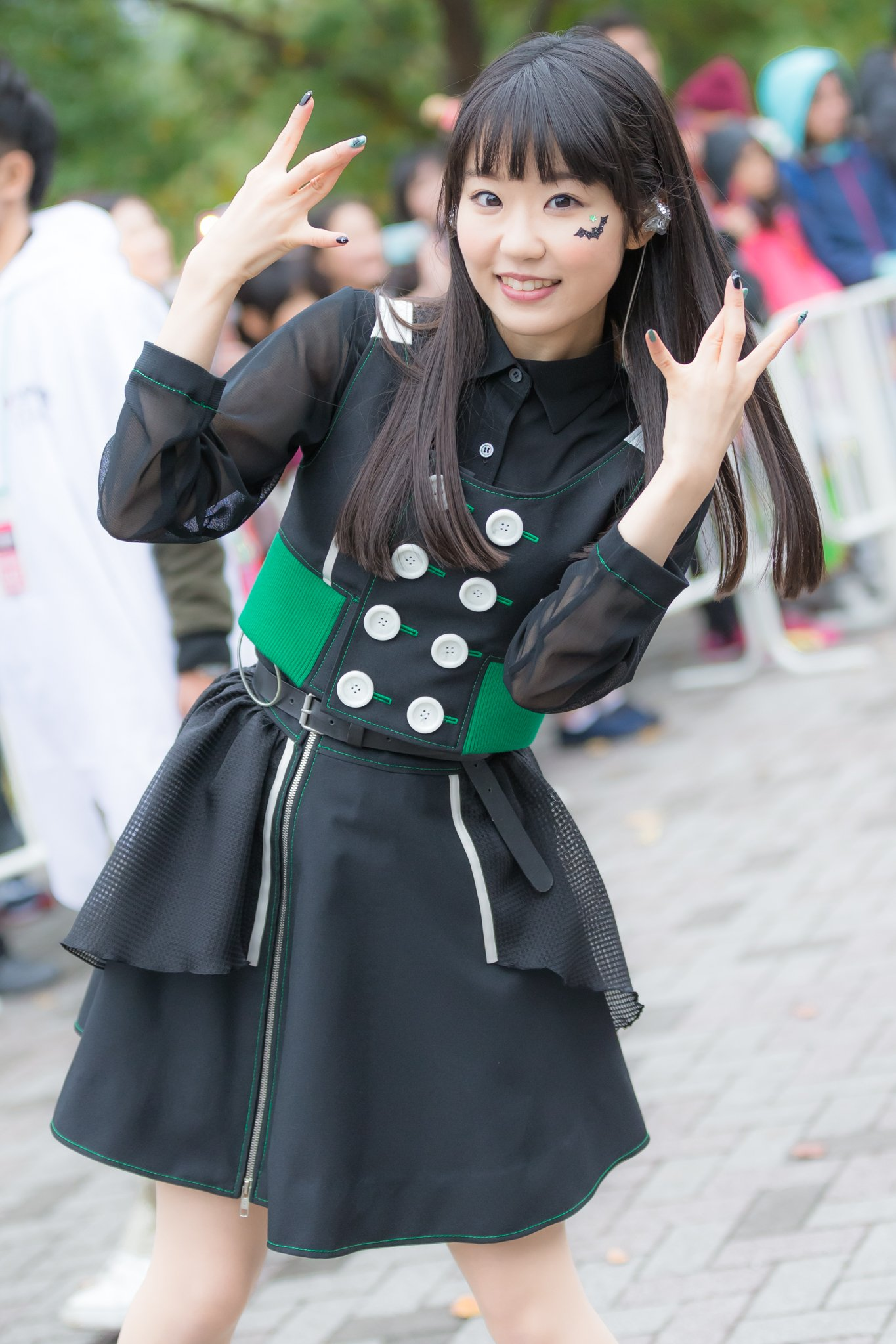
Cosplay per la sfilata di halloween del 2016, con cosplay di Macross Delta

### Singoli
- 2017 – True Destiny / Chain the world
- 2017 – Ima Koko / Tsuki ga Kirei (イマココ / 月がきれい?)
- 2018 – Tomoshibi no Manima ni (灯火のまにまに?)
- 2019 – Aruiteikō! (歩いていこう！?)

### Album
- 2017 – Rainbow
- 2019 – Gunjō Infinity (群青インフィニティ?)

## Filmografia

### Serie animate
- 2008 - Naruto Shippuden (Sasuke Uchiha (bambino))
- 2010 - The World God Only Knows (Kanon Nakagawa)
- 2011 - Blue Exorcist (Nee)
- 2012 - Code Geass: Akito the Exiled (Chloe Winkel)
- 2012 - Sakura-sō no pet na kanojo (Momoko)
- 2013 - The Devil Is a Part-Timer! (Chiho Sasaki)
- 2013 - Yahari ore no seishun love kome wa machigatteiru (Yui Yuigahama)
- 2013 - Kin-iro Mosaic (Karen Kujo)
- 2014 - Nisekoi (Chitoge Kirisaki)
- 2014 - Cross Ange (Sylvia Ikaruga Misurugi, Olivier)
- 2014 - Ai Tenchi Muyo! (Momo Kawanagare)
- 2014 - Trinity Seven (Lieselotte Sherlock)
- 2015 - L'epopea del cavaliere ripetente (Sizuku Kurogane)
- 2015 - The Asterisk War (Claudia Enfield)
- 2016 - Re:Zero - Starting Life in Another World (Daphne)
- 2017 - Blue Exorcist: Kyoto Saga (Nee)
- 2017 - Granblue Fantasy: The Animation (Lyria)
- 2017 - Boruto: Naruto Next Generations (Hebiichigo, Sasuke Uchiha (bambino))
- 2018 - Laid-Back Camp (Rin Shima)
- 2018 - Goblin Slayer (Elfa Alta Arciera)
- 2019 - Demon Slayer - Kimetsu no yaiba (Suma)
- 2019 - How Heavy Are the Dumbbells You Lift? (Zina Voyd)[9]
- 2019 - Welcome to Demon School! Iruma-kun (Keroli Crocell, Kuromu)
- 2020 - Gleipnir (Clair Aoki)
- 2020 - Rent-A-Girlfriend (Ruka Sarashina)
- Seirei Gensouki: Spirit Chronicles  Liselotte Cretia
- 2022 - Bastard!! - L'oscuro dio distruttore (Sheila Tuel Meta-Ilicana)
- 2022 - The Devil Is a Part-Timer!! (Chiho Sasaki)
- 2022 - Bleach - Thousand Year Blood War (Giselle Gewelle)
- 2022 - A Couple of Cuckoos (Hiro Segawa)[10]
- 2023 - Vinland Saga 2 (Lotta)
- 2023 - Handyman Saitou in Another World (Lafanpan)[11]
- 2024 - Code Geass: Rozé of the Recapture (Catherine)
- 2024 - Grendizer U (Hikaru Makiba)
- 2025 - Sakamoto Days (Aoi Sakamoto)[12]

### Videogiochi
- 2012 - Under Night In-Birth (Vatista)
- 2013 - Drakengard 3 (Mikhail)
- 2014 - Granblue Fantasy (Lyria, Mizuki Kawashima)
- 2014 - J-Stars Victory Vs+ (Chitoge Kirisaki)
- 2014 - Freedom Wars (Elfriede "Sakamoto" Cabrera)
- 2015 - Skullgirls 2nd Encore (Marie)
- 2015 - JoJo's Bizarre Adventure: Eyes of Heaven (Trish Una)
- 2017 - Fire Emblem Heroes (Celica)
- 2017 - Fire Emblem Echoes: Shadows of Valentia (Celica)
- 2017 - Fire Emblem Warriors (Celica)
- 2017 - Million Arthur: Arcana Blood (Cupid)
- 2017 - Dragon Quest Rivals (Brenda)
- 2018 - Metal Gear Survive (Virgil AT-9)
- 2018 - Valkyria Chronicles 4 (Riley Miller)
- 2018 - BlazBlue: Cross Tag Battle (Vatista)
- 2020 - Granblue Fantasy Versus (Lyria)
- 2020 - Genshin Impact (Mualani)
- 2021 - Blue Archive (Misono Mika)
- 2021 - BlazBlue Alternative: Dark War (Chachakaka)
- 2022 - Soul Hackers 2 (Nana)
- 2023 - Fire Emblem: Engage (Celica)
- 2023 - Wo Long: Fallen Dynasty (Hong Jing)
- 2023 - Street Fighter 6 (Kimberly)
- 2023 - Dragon Quest Monsters: Il Principe oscuro (Faucilla)
- 2023 - Granblue Fantasy: Versus Rising (Lyria)
- 2024 - Under Night In-Birth II [Sys:Celes] (Vatista)
- 2024 - Granblue Fantasy: Relink (Lyria)
- 2024 - Unicorn Overlord (Chloe)
- 2024 - Dragon Quest III HD-2D Remake (Fanciulla del santuario di Rimland)